# Православие в Таджикистане
Православие в Таджикистане — христианская конфессия на территории республики Таджикистан.
По состоянию на 2010 год в Таджикистане насчитывается около 80 тыс. православных, что составляет около 1,2 % населения страны.
Территория Таджикистана входит в состав канонической территории Русской православной церкви, поэтому из православных церквей в стране представлена лишь она. Православные приходы в Таджикистане административно подчинены Душанбинской епархии Русской православной церкви (входит в состав Среднеазиатского митрополичьего округа) с епархиальным управлением в Душанбе и насчитывают 6 храмов и молитвенных домов, в которых служат 5 священников:
- Кафедральный храм — Свято-Никольский собор в Душанбе
- Храм Георгия Победоносца — полковой храм 201-й российской мотострелковой дивизии
- Храм Покрова Пресвятой Богородицы в Турсунзаде
- Храм Марии Магдалины в Ходженте
- Храм в честь Иверской иконы Божией Матери в Чкаловске
- Храм архистратига Михаила в Курган-Тюбе

В Таджикистане запрещена любая немусульманская миссионерская деятельность.